# Джаз над Волгой
Джаз над Волгой — старейший фестиваль джазовой музыки в России, проходящий раз в два года в городе Ярославль.

## История
Первый фестиваль состоялся в 1979 году, он был приурочен к пятилетию ярославского джаз-клуба. Мероприятие тогда именовалось «Дни джазовой музыки». Тогда за четыре дня было дано пять концертов, на которых выступили 20 музыкальных коллективов из десяти республик СССР. В дальнейшем было решено проводить подобное мероприятие регулярно, придав ему фестивальный статус, однако для этого потребовалось придумать ему название. Директор фестиваля Игорь Гаврилов позднее вспоминал, что сперва предложил «Джаз на Волге», по аналогии с польским фестивалем «Джаз на Одере», но первый секретарь Ярославского обкома ВЛКСМ В. Кузьмин заметил: «Нехорошо на Волге. Сыро. Она же мокрая, вода-то» и предложил название «Джаз над Волгой», которое и было утверждено.
Первый официальный фестиваль «Джаз над Волгой» прошёл с 12 по 15 марта 1981 года. Практически все джазовые исполнители страны хотели принять в нём участие. По мнению историка российского джаза, бессменного ведущего фестиваля Владимира Фейертага, тогда на ярославской сцене собрались лучшие музыканты страны: новосибирский оркестр Виктора Бударина, калининградский бэнд «Ритм», московские ансамбли «Доктор Джаз» и «Старый Арбат», джаз-рок-группа Виталия Клейнота, ансамбль Игоря Бриля из Москвы, Давида Голощёкина из Ленинграда, Раймонда Раубишко из Риги, Бориса Золотарева из Саратова, Олега Косько из Днепропетровска, Семена Мордухаева из Ташкента, Симона Ширмана из Кишинёва, группу «Архангельск», «Бумеранг» из Алма-Аты, а тразличные дуэты с участием Владимира Тарасова, Сергея Беличенко, Сергея Курёхина, Владимира Чекасина, Валентины Пономарёвой и прочие. Всего по подсчётам журналистов тогда на фестивале выступило около 300 музыкантов в составе 36 коллективов из 17 городов, которые за четыре дня исполнили 180 произведений
Репутация мероприятия и его организаторов была настолько велика, что фирма «Мелодия» записывала концерты фестиваля и через три месяца выпустила пластинку. Фестиваль планировался как регулярный, должен был проводиться по нечётным годам, однако ни в 1983, ни в 1985, ни в 1987 годах фестиваль не состоялся.
Возобновился фестиваль лишь в 1989 году, тогда в нём приняли участие 47 коллективов, в том числе 8 биг-бендов (в том числе Кима Назаретова, Олега Лундстрема, Владимира Василевского и другие), всего более 700 музыкантов. Фестиваль получил статус международного, в нём приняла участие американская исполнительница Клора Брайан (Clora Bryant) с двум сыновьями-музыкантами. Чрезвычайно насыщенная программа привела к тому, что в дальнейшем было решено отдавать предпочтение качеству исполнителей, а не их количеству: с 1991 года фестивали ''Джаз над Волгой'' стали проводиться по формуле: 3 отделения — 3 коллектива.

## Программа
Фестиваль проводится в марте каждого нечётного года. В 2019 году состоялся XVIII фестиваль. В настоящее время фестиваль проводится Ярославской государственной филармонией и Ярославским городским джазовым центром при поддержке департамента культуры Ярославской области и управления культуры мэрии города Ярославля. Он стал своеобразным культурным брендом региона. Цели фестиваля, провозглашённые организаторами: популяризация и пропаганда джазового искусства; стимулирование интереса к джазу у критиков и функционеров; выявление и поддержка талантливых исполнителей; приобщение молодежи к джазовой музыке.
Директор фестиваля «Джаз над Волгой» — руководитель Ярославского джазового центра Игорь Гаврилов, с 2017 года художественный руководитель — трубач Александр Сипягин. С 1981 года официальный ведущий всех концертов фестиваля — музыковед, историк джаза, заслуженный деятель искусств РФ Владимир Фейертаг.
Фестиваль является старейшим непрерывно действующим джазовым фестивалем России. Он также является самым насыщенным и продолжительным в стране: может идти до семи дней и более, предоставляя сцену до 60 различным коллективам. По традиции, каждый день фестиваля включает трёхсетовый концерт на большой сцене, а также полуночный джем в джазовом центре. Финальное выступление, также по традиции, проводится не в Ярославле, а в одном из районов области.
За годы проведения в мероприятии приняли участие практически все значимые джазовые исполнители и коллективы России, а также многие иностранные музыканты. Организаторы стараются, при этом, не приглашать коллектив, если он играл на прошлом фестивале, отдавая предпочтение тем, кто давно или вовсе ранее не был на фестивале.
В рамках фестиваля традиционно проводится конкурс детских джазовых ансамблей и солистов «Музыкальный родник — детям».